# Václavice (nádraží)
Václavice jsou přípojná železniční stanice a důležitý přestupní bod regionálního významu nacházející se ve stejnojmenné části obce Provodov-Šonov. Stanicí prochází železniční trať Týniště nad Orlicí – Meziměstí a vychází z ní trať do Starkoče, která tvoří důležitou spojku s tratí Jaroměř–Trutnov.

## Popis
Stanice je vybavená jedním poloostrovním nástupištěm se 3 kolejemi (z toho jedna je kusá) ve standardní výšce 550 mm nad temenem kolejnice dle ČSN, na kterém se nachází kovový přístřešek pro cestující a elektronická informační tabule. Před rekonstrukcí tratě v letech 2018–2019 v úseku Opočno pod Orlickými horami (mimo) – Václavice (včetně) – Starkoč (mimo) / Hronov (včetně) bylo nádraží vybaveno pouze úrovňovými nástupišti. Během rekonstrukce bylo nástupiště posunuto směrem k Novému Městu nad Metují a jeho jediná přístupová cesta se nachází na novoměstském zhlaví – staniční budova je tedy v současnosti umístěná poněkud mimo směrem k Náchodu a krytá čekárna v ní je od úrovňového přechodu více než 300 metrů vzdálená.

## Provoz
Od konce roku 2019 nádraží slouží pouze regionální dopravě, v sousední stanici Starkoč je ale zajištěna návaznost na dálkovou železniční linku R10 nesoucí název Krakonoš. Ve stanici kromě osobních vlaků zastavují podle taktového jízdního řádu i spěšné vlaky v relacích Starkoč–Broumov (z nichž některé pokračují dále do Hradce Králové nebo Pardubic jakožto přímé vozy) a Náchod–Choceň; některé spoje poslední jmenované linky jsou protažené do Hronova nebo Teplic nad Metují. Dále zde zastavuje i jeden pár spěšných vlaků v relaci Broumov – Václavice – Starkoč – Hradec Králové hl. n. (– Pardubice hl. n.), který nese název Dobrošov.

## Fotogalerie

### Současnost

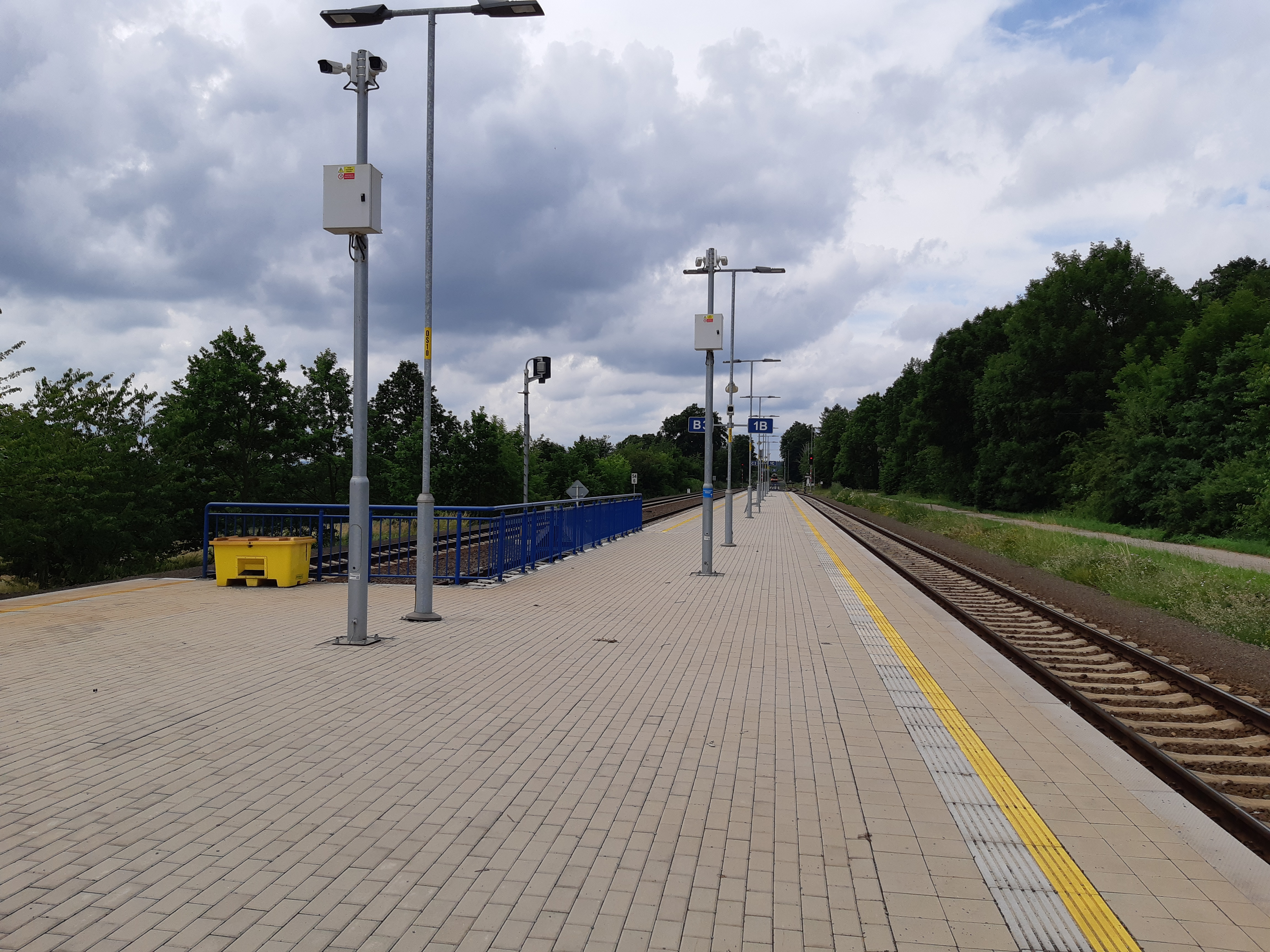
Nástupiště, pohled směr Náchod (vlevo kusá kolej)
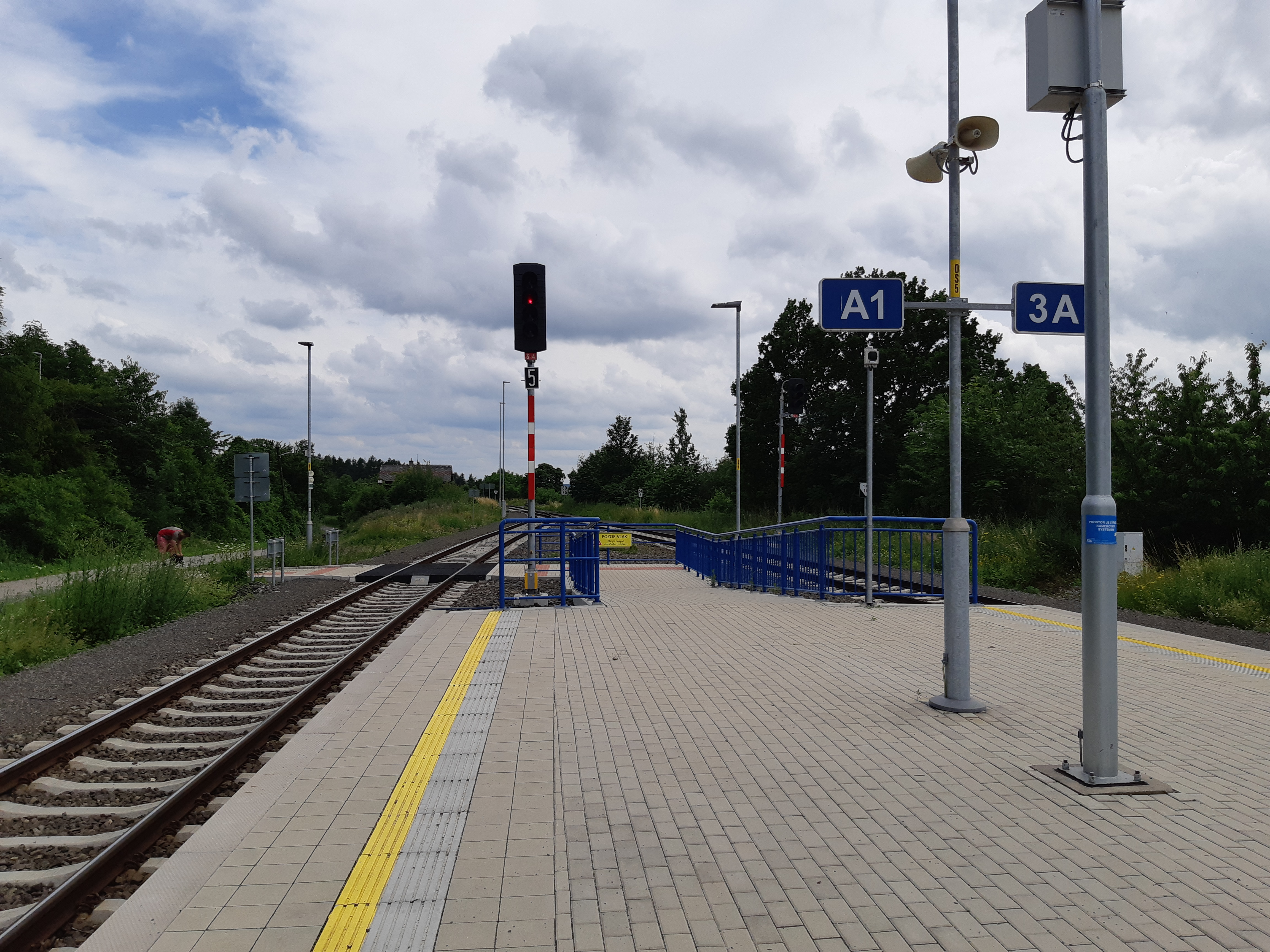
Příchod na nástupiště
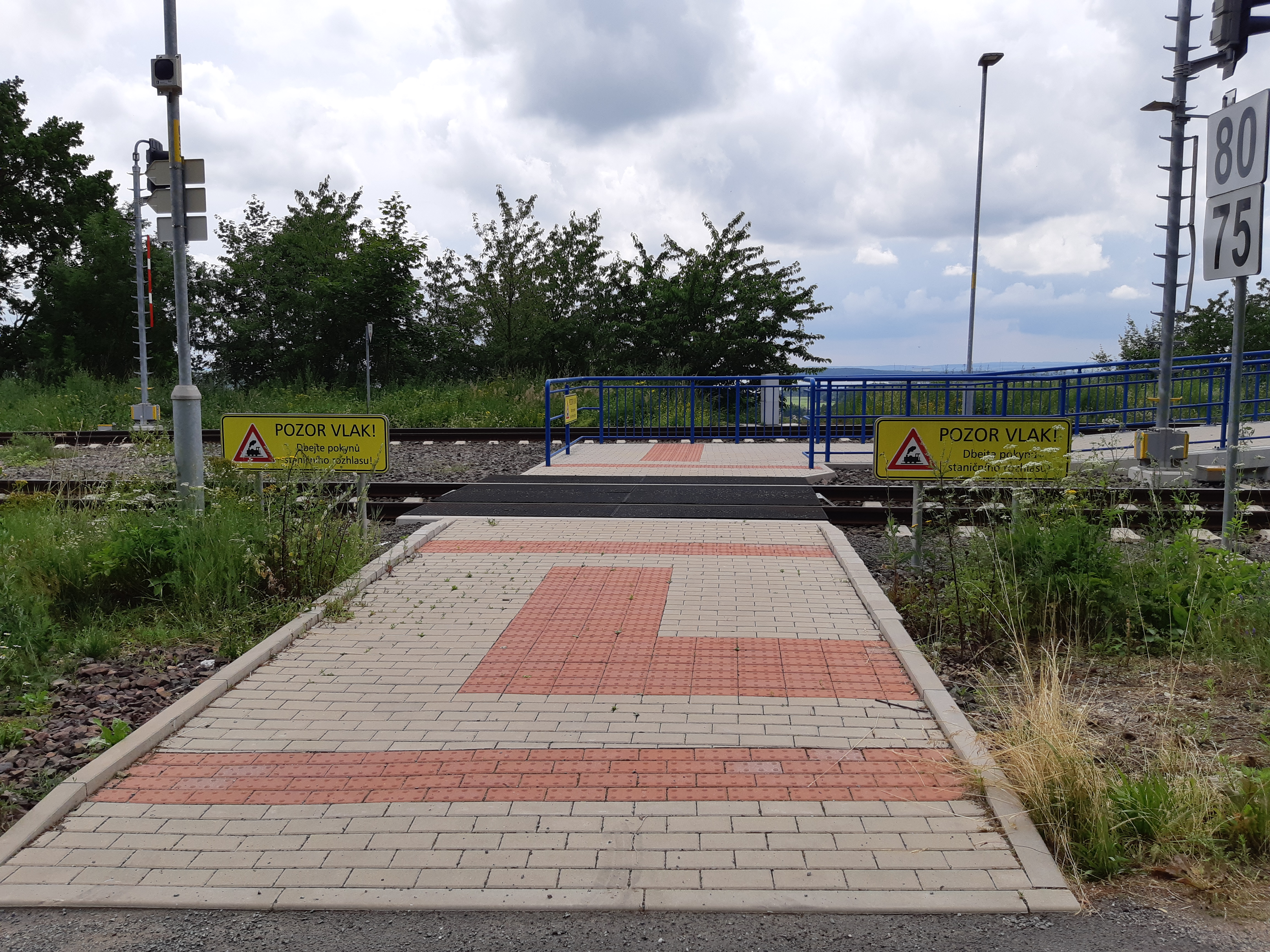
Úrovňový přístup na nástupiště
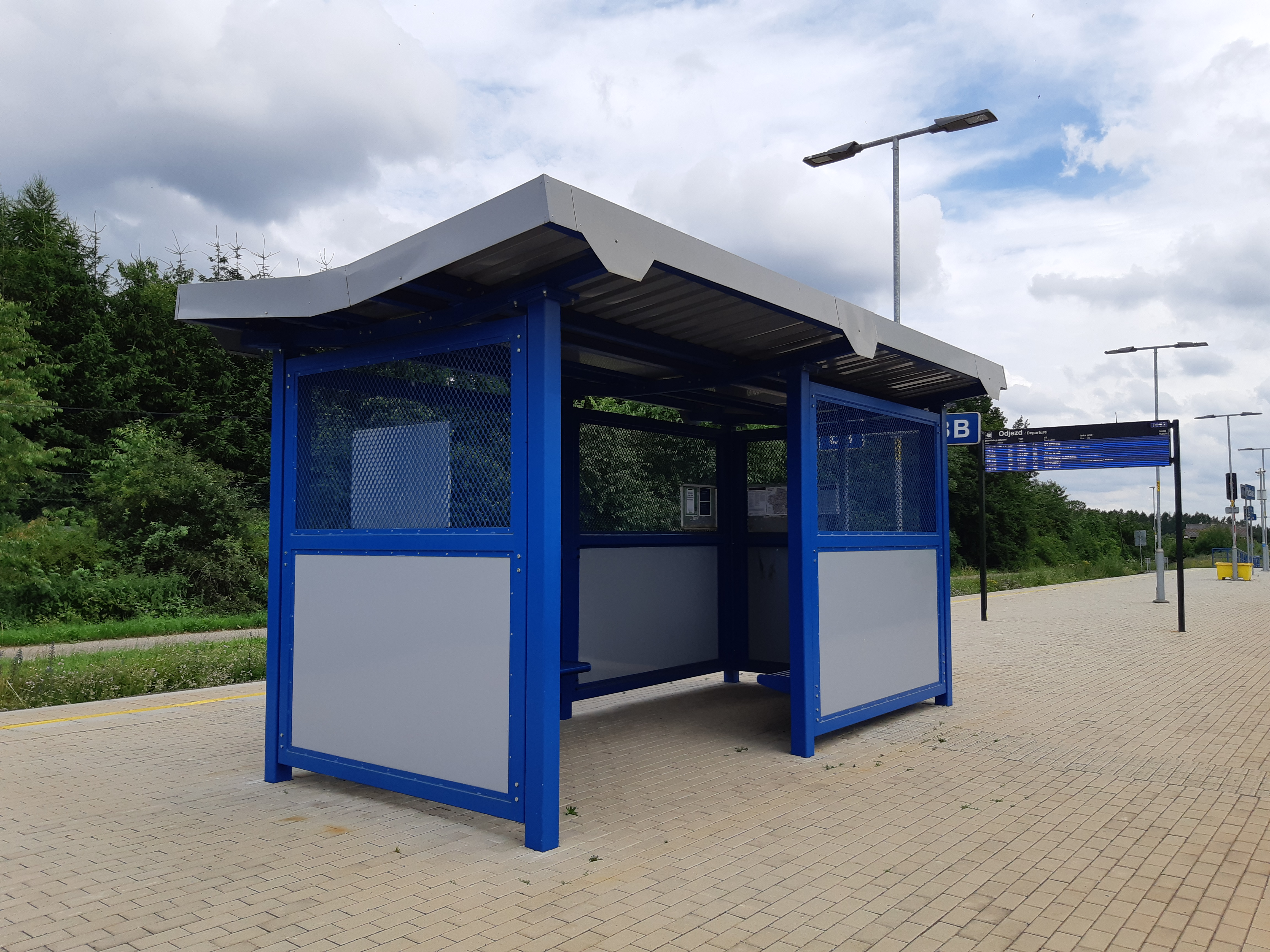
Přístřešek pro cestující
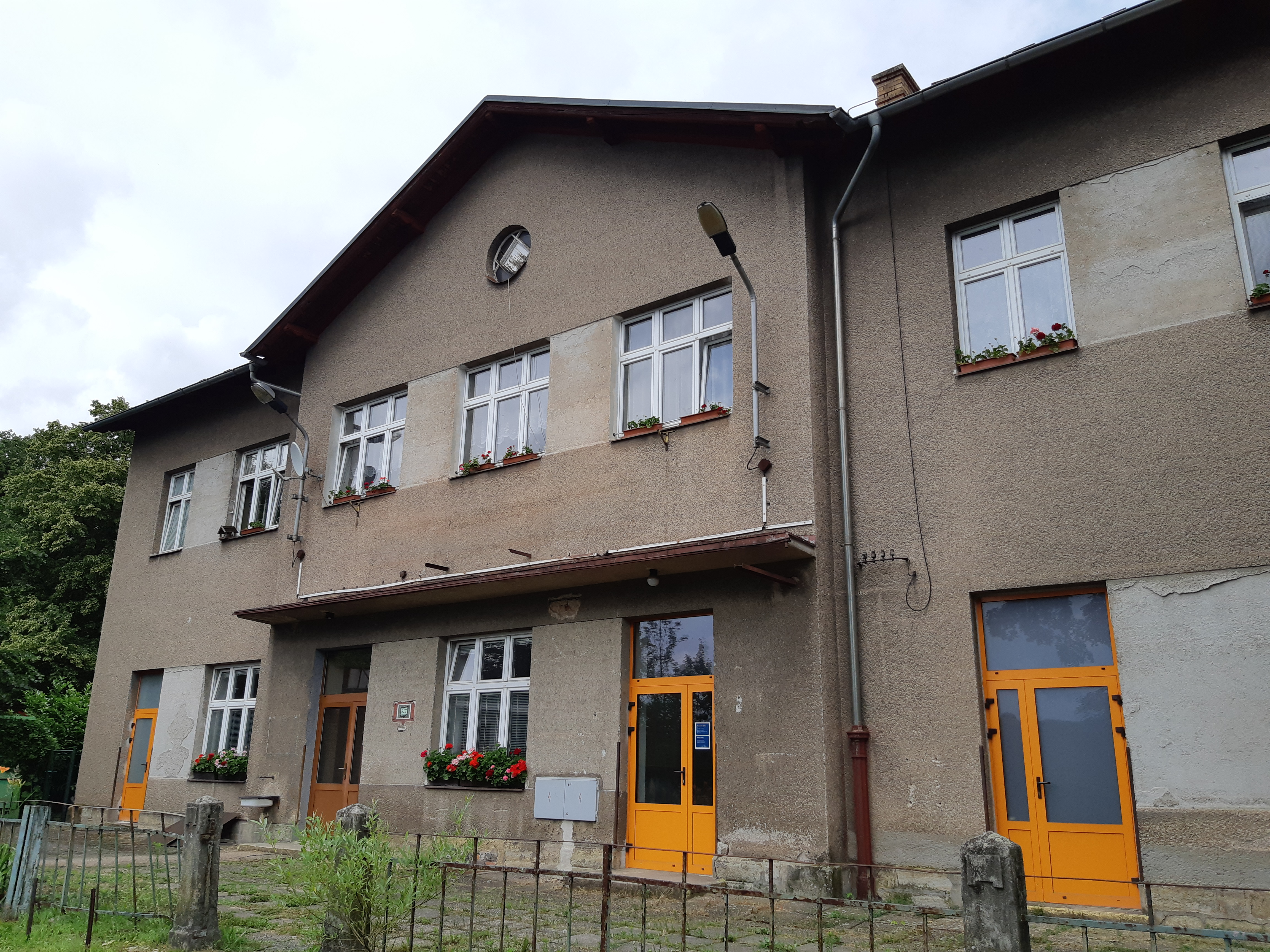
Od rekonstrukce tratě nevyužívaná staniční budova
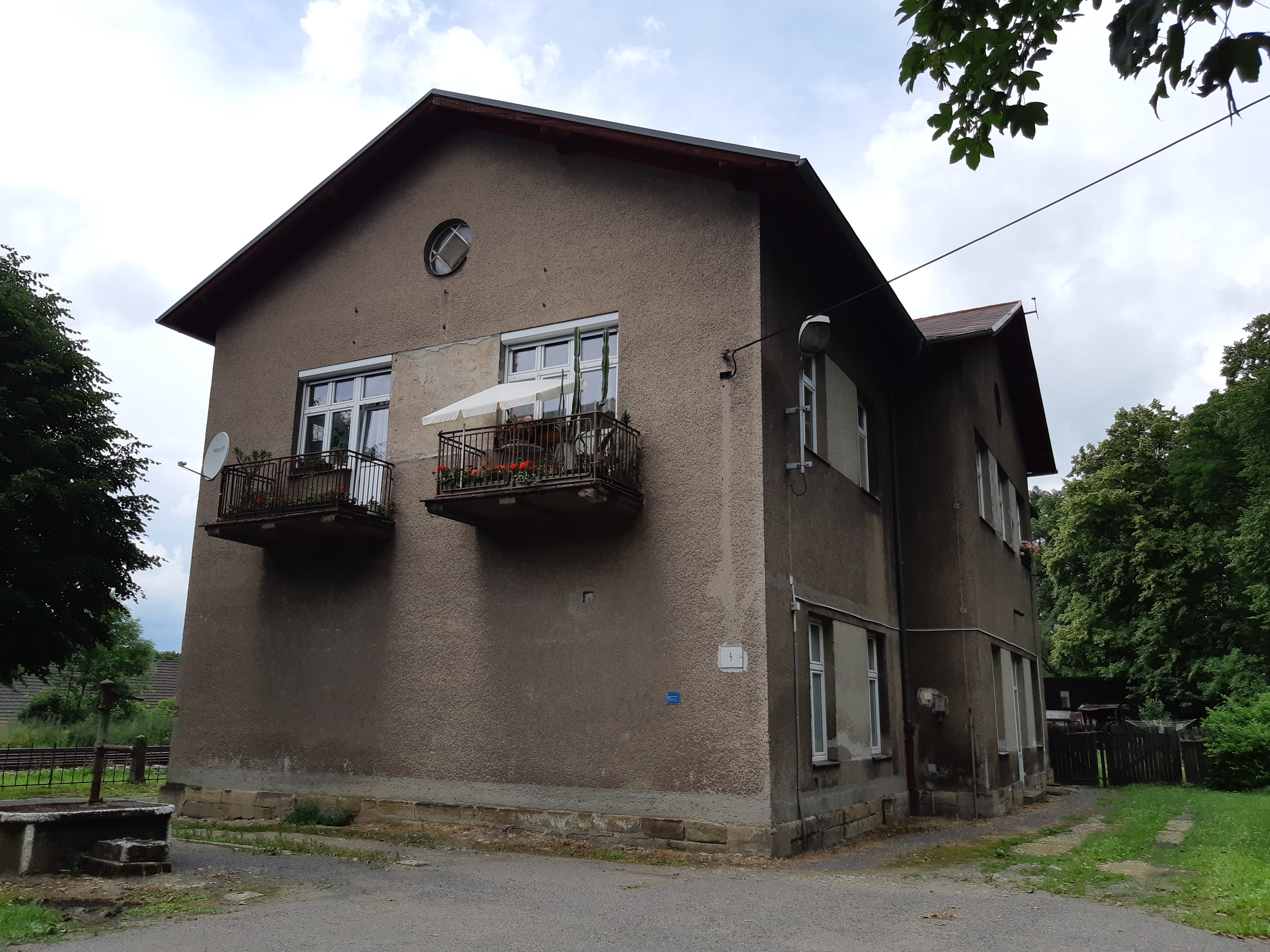
Staniční budova
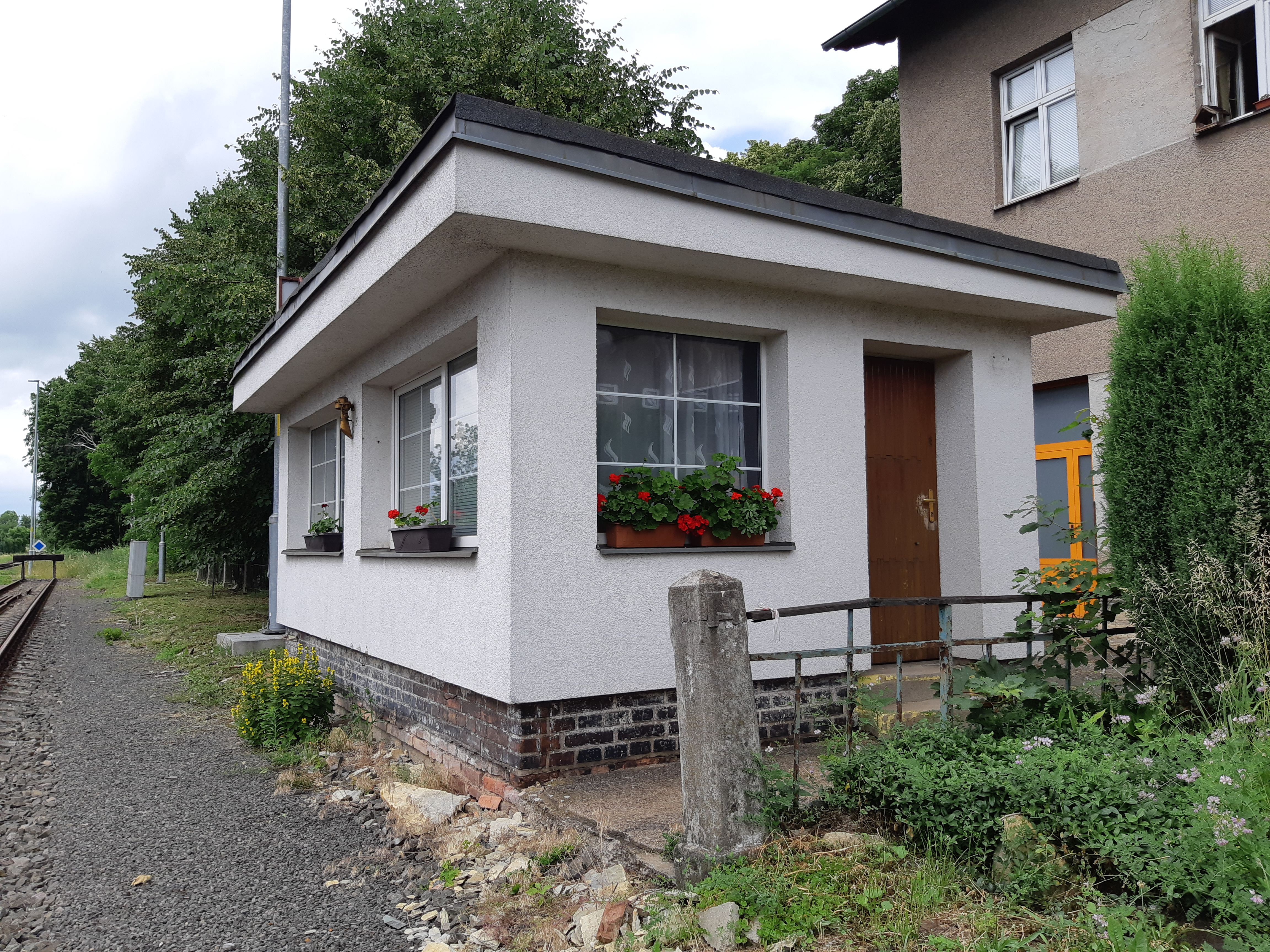
Jedna z drážních budov
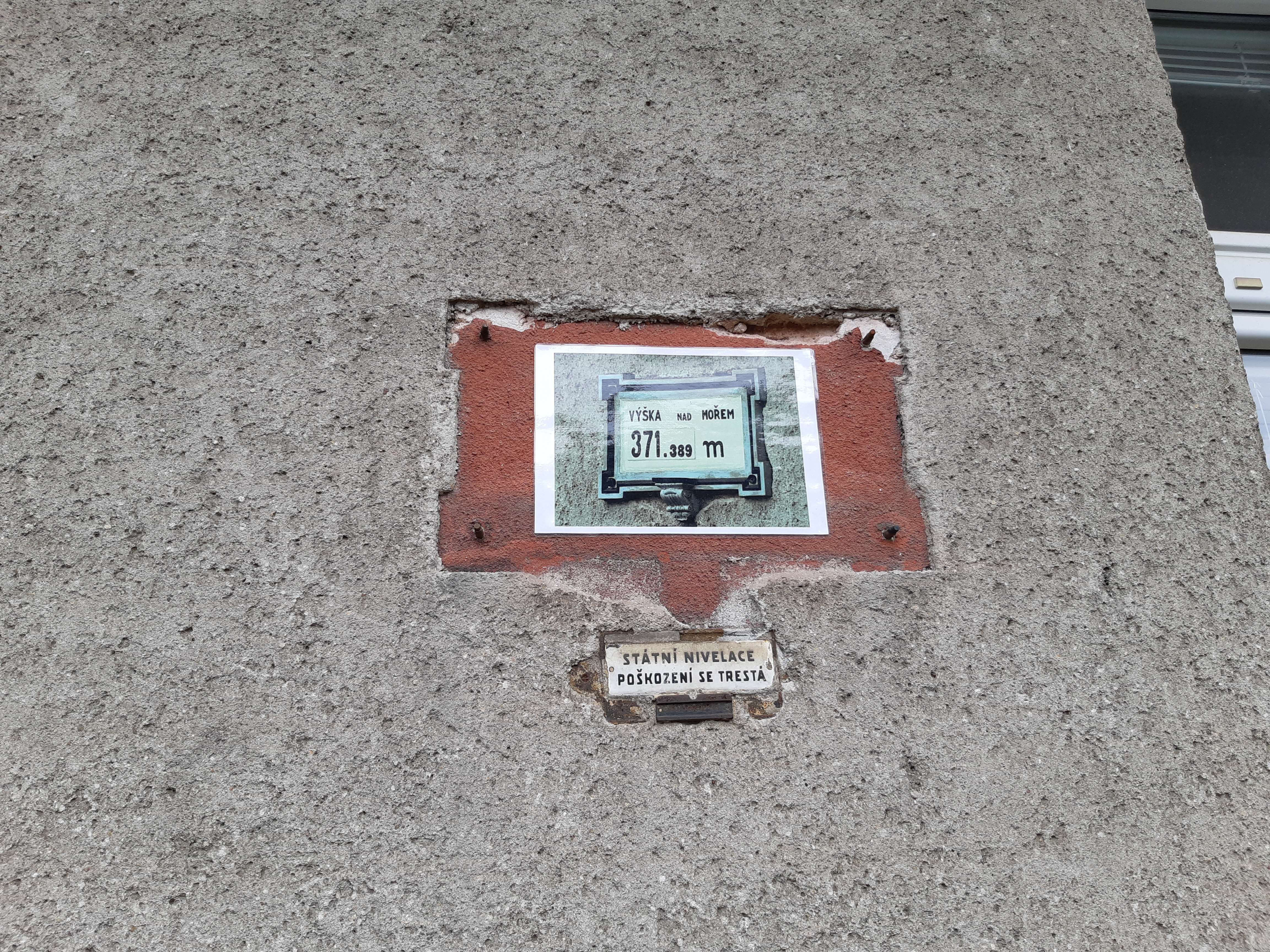
Nadmořská výška
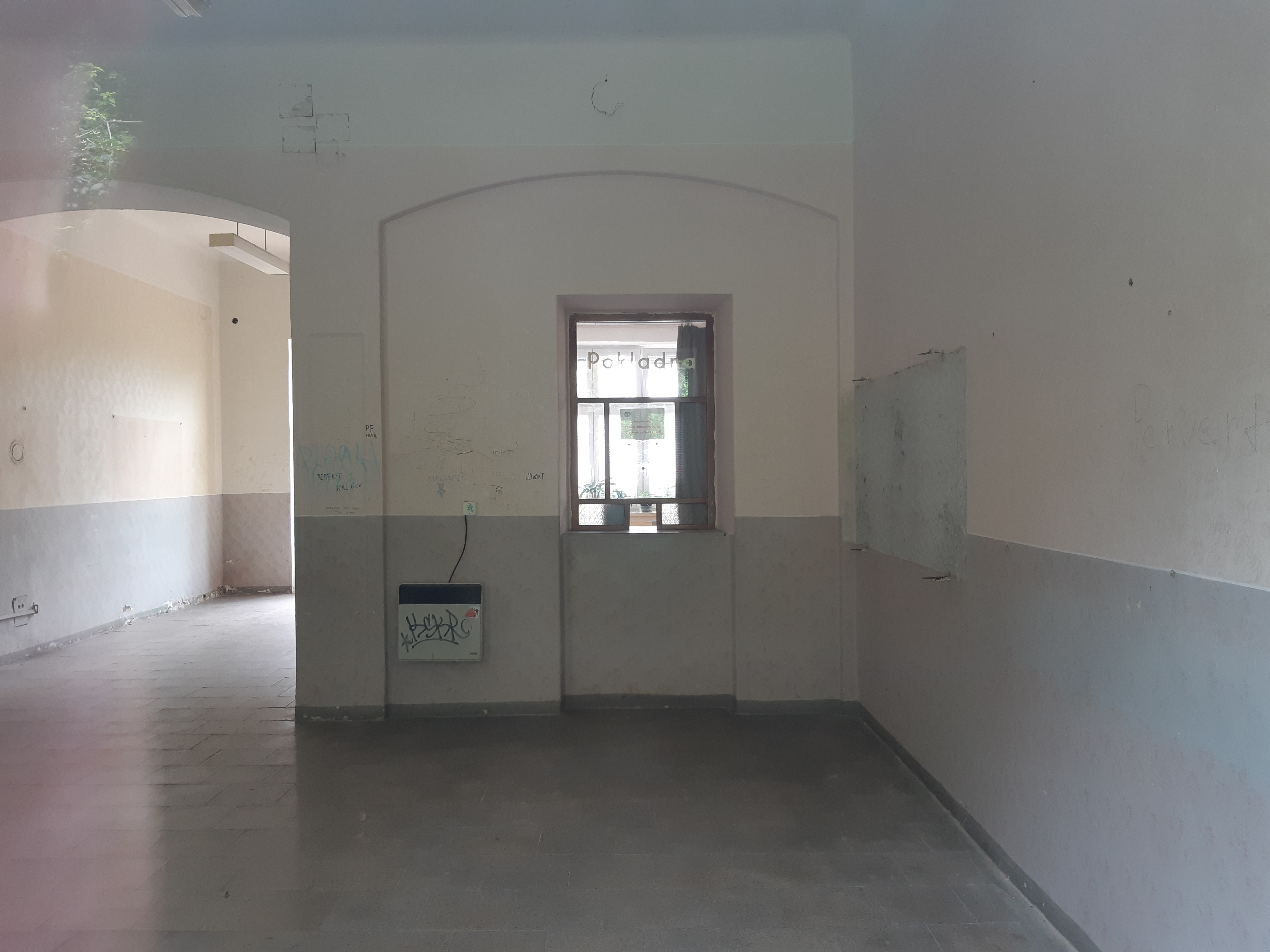
Bývalá pokladní přepážka
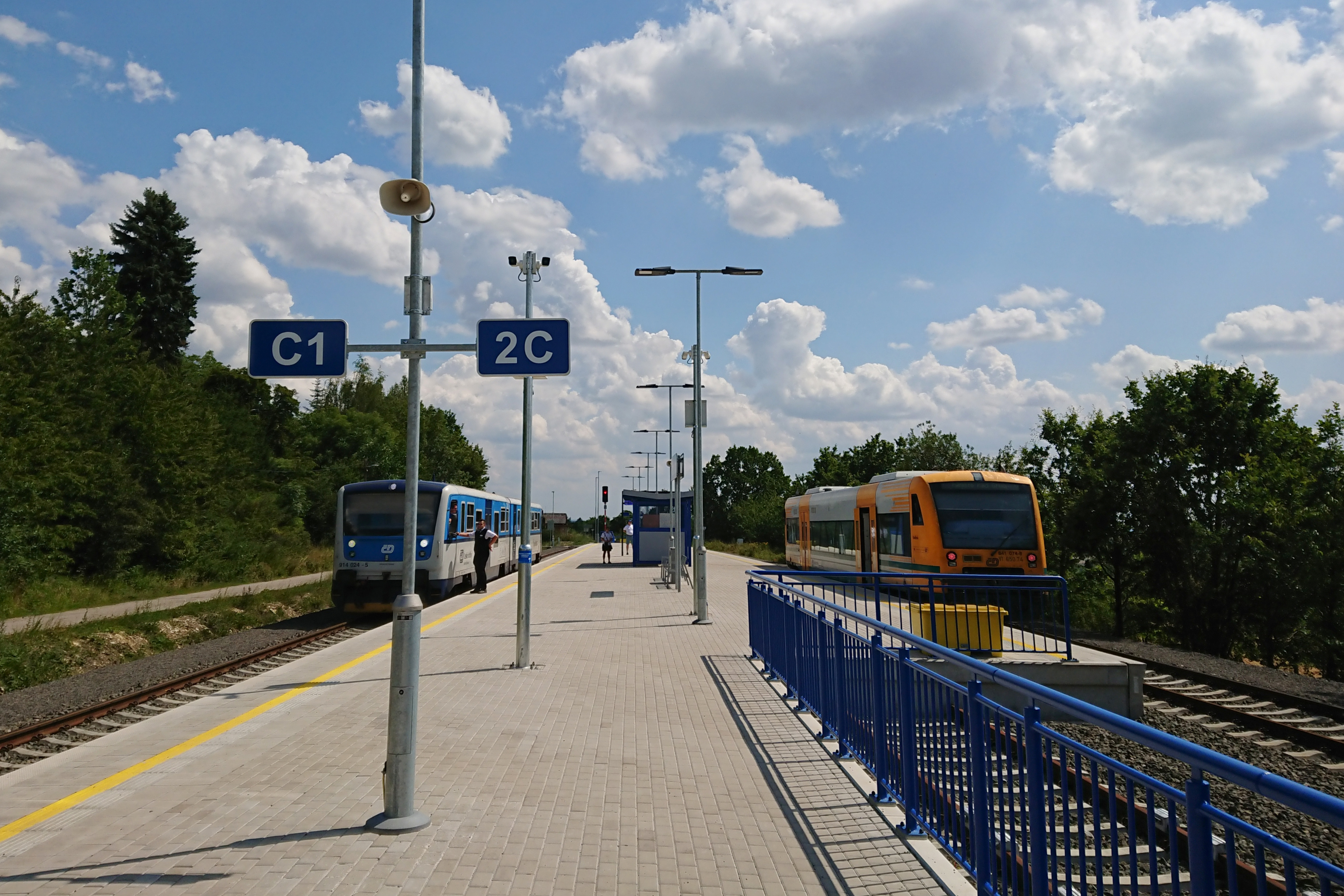
Vlaky stojící u nástupiště

### Stav před rekonstrukcí v letech 2018–2019

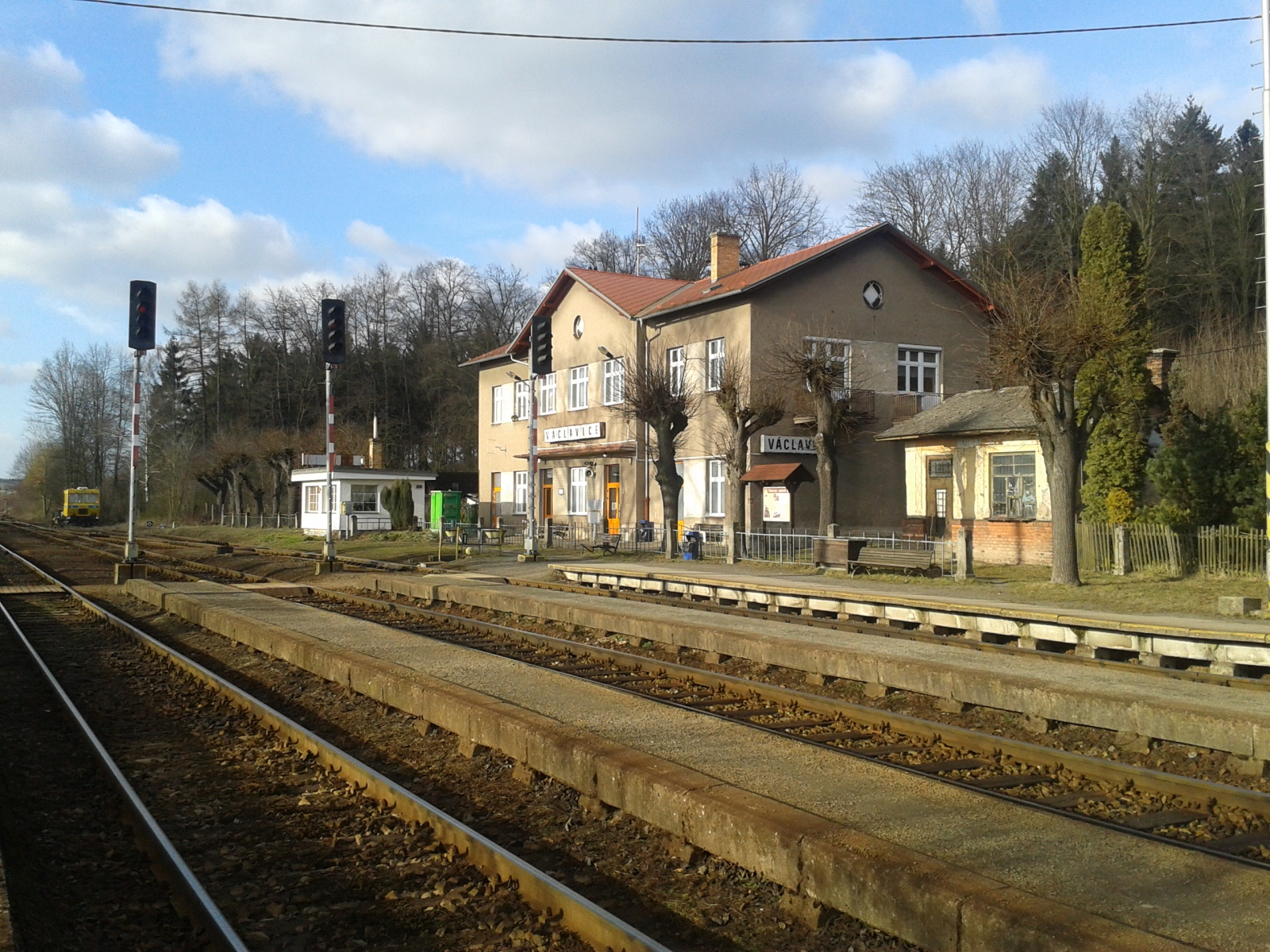
Pohled na staniční budovu směrem od kolejiště, březen 2015
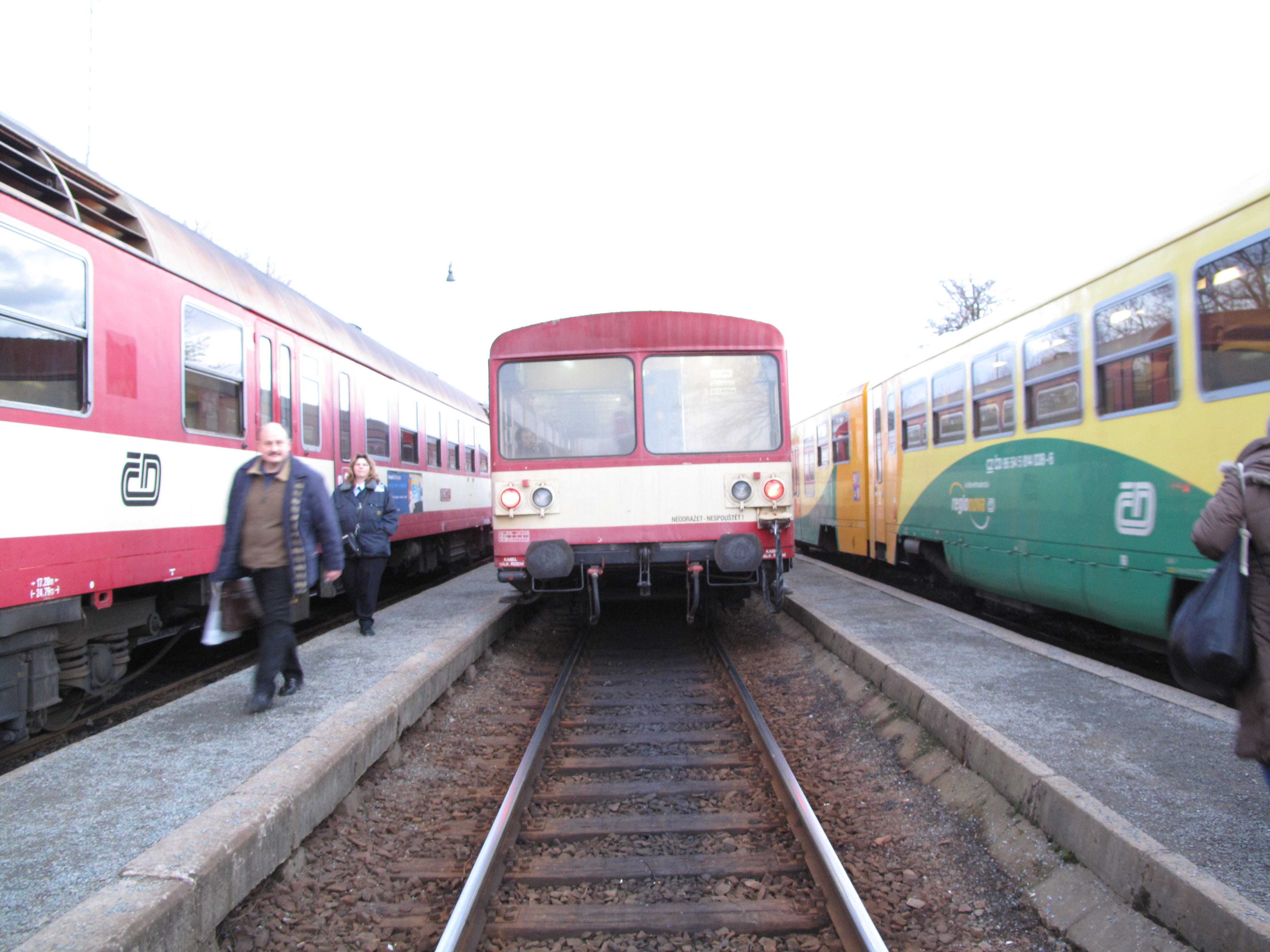
Vlaky stojící u nástupiště, rok 2010